# Liste der Flughäfen in Vermont
Die Liste der Flughäfen in Vermont gibt einen Überblick über alle Flughäfen in dem US-Bundesstaat. Die Liste enthält alle öffentlich und militärisch genutzten Flughäfen. Private Flugplätze sind dann aufgenommen, wenn sie früher öffentlich genutzt wurden, kommerzielle Flugbewegungen von der FAA dort registriert sind oder der Flughafen einen IATA-Code zugewiesen bekommen hat.

## Liste der Flughäfen
Hinweis: Flughäfen in Fettschrift werden von kommerziellen Fluglinien bedient.
| Stadt              | FAA | IATA | ICAO | Flughafen                                 | Nutzung * | Passagiere (2008) |
| ------------------ | --- | ---- | ---- | ----------------------------------------- | --------- | ----------------- |
| Burlington         | BTV | BTV  | KBTV | Burlington International Airport          | PR        | 747.559           |
| Barre / Montpelier | MPV | MPV  | KMPV | Edward F. Knapp State Airport             | GA        | 28                |
| Bennington         | DDH |      | KDDH | William H. Morse State Airport            | GA        | 8                 |
| Fair Haven         | 1B3 |      |      | Fair Haven Municipal Airport              | GA        |                   |
| Highgate           | FSO |      | KFSO | Franklin County State Airport             | GA        | 216               |
| Lyndonville        | 6B8 | LLX  |      | Caledonia County Airport                  | GA        |                   |
| Middlebury         | 6B0 |      |      | Middlebury State Airport                  | GA        |                   |
| Morrisville        | MVL | MVL  | KMVL | Morrisville-Stowe State Airport           | GA        | 53                |
| Newport            | EFK | EFK  | KEFK | Newport State Airport                     | GA        | 56                |
| Post Mills         | 2B9 |      |      | Post Mills Airport                        | GA        |                   |
| Rutland            | RUT | RUT  | KRUT | Rutland Southern Vermont Regional Airport | CS        | 5.038             |
| Springfield        | VSF | VSF  | KVSF | Hartness State Airport                    | GA        | 8                 |
| Warren             | 0B7 |      |      | Warren-Sugarbush Airport                  | GA        |                   |
| Island Pond        | 5B1 |      |      | John H. Boylan State Airport              |           |                   |
| North Windham      | 3N3 |      |      | Robin’s Nest Airport                      |           |                   |
| Shelburne          | VT8 |      |      | Shelburne Airport                         |           |                   |
| Vergennes          | B06 |      |      | Basin Harbor Airport                      |           |                   |
| West Dover         | 4V8 |      |      | Mount Snow Airport                        |           |                   |

* Die FAA definiert für die Nutzung von Flughäfen verschiedene Kategorien:
- PR: Commercial Service – Primary: Flughäfen in öffentlicher Hand, die regelmäßig angeflogen werden und deren Fluggastzahlen über 10.000 pro Jahr liegen
- CS: Commercial Service – Non-Primary: Flughäfen in öffentlicher Hand, die regelmäßig angeflogen werden und deren Fluggastzahlen mindestens 2500 pro Jahr erreichen
- RL: Reliever: Ausweichflughäfen, die bei hohem Flugaufkommen die kommerziellen Flughäfen entlasten sollen
- GA: General Aviation: Flughäfen für die allgemeine Luftfahrt